# Leucophora haustellaris
Leucophora haustellaris är en tvåvingeart som beskrevs av Huckett 1966. Leucophora haustellaris ingår i släktet Leucophora och familjen blomsterflugor.
Artens utbredningsområde är Kalifornien. Inga underarter finns listade i Catalogue of Life.